# 어모초등학교
어모초등학교는 대한민국 경상북도 김천시 어모면 어모로 544-4 (동좌리)에 있었던 공립 초등학교이다.

## 연혁
- 1968년 10월 22일 설립인가
- 1970년 9월 1일 개교
- 1989년 3월 1일 구례국민학교 통폐합
- 1991년 1월 30일 병설유치원 설립인가
- 1996년 3월 1일 어모초등학교로 개칭
- 2007년 3월 1일 폐교